# Hippodrome de la Madeleine
L'hippodrome de la Madeleine ou hippodrome de Sainte-Marie-du-Mont se situe sur la commune du même nom, dans le département de la Manche.
L'hippodrome est exclusivement réservé aux trotteurs auxquels il offre une piste de 1 113 mètres en sable corde à gauche. Cet hippodrome n'organise qu'une seule réunion par an. Celle-ci se déroule le premier dimanche du mois d'août.